# Чудесный светофор
«Чудесный светофор» — советский цветной кукольный мультипликационный фильм-сказка, снятый по методу Павла Мершина.
Цветной вариант фильма восстановлен в 2009 году с оригинальных цветоделённых негативов из собрания «Госфильмофонда». Над восстановлением работали Николай Майоров и Владимир Котовский. Премьера восстановленного цветного варианта 3 февраля 2010 года состоялась на фестивале «Белые столбы 2010».

## Сюжет
О том, как сова по воле случая становится лесным светофором.

Действие фильма происходит в волшебном лесу. Лесные жители испытывают массу неудобств из-за столкновений на перекрёстке. Но тут сове случайно капает краска в глаз. Правый остаётся зелёным, а левый становится красным. Тогда на лесном совете медведь-милиционер решает, что сова будет светофором. После чего на лесном перекрёстке воцаряются порядок и спокойствие.

## Съёмочная группа
- Автор сценария — Григорий Ягдфельд
- Режиссёр-постановщик — Георгий Елизаров
- Оператор — Фёдор Фирсов
- Мультипликаторы-кукловоды: Мария Бендерская, Ф. Шпиндлер, К. Никифоров, Ю. Ряшенцева, В. Крылов
- Композитор — Евгений Жарковский
- Художник-постановщик — Валентин Кадочников
- Звукорежиссёры: И. Евтеев-Вольский, Сергей Минервин